# بورغس كار
بورغس كار (بالإنجليزية: Burgess Carr)‏ هو قسيس ليبيري، ولد في 8 يوليو 1935 في Crozierville ‏ في ليبيريا، وتوفي في 14 مايو 2012 في أوغستا في الولايات المتحدة.